# Occhieppo Superiore
Occhieppo Superiore là một đô thị ở tỉnh Biella vùng Piedmont của nước Ý, có vị trí cách khoảng 80 km về phía đông bắc của of Torino và khoảng 3 km về phía tây nam của of Biella. Tại thời điểm ngày 31 tháng 12 năm 2004, đô thị này có dân số 2.956 người và diện tích là 5,2 km².
Occhieppo Superiore giáp các đô thị: Biella, Camburzano, Muzzano, Occhieppo Inferiore, Pollone, Sordevolo.